# Premio International Booker
El premio Internacional Booker (en inglés The International Booker Prize, hasta 2019 Man Booker International Prize) es un premio literario bienal otorgado a escritores con obras de ficción publicadas en inglés.
El galardón —introducido en 2005 y patrocinado hasta 2019 por el Man Group del Reino Unido— era concedido, hasta 2015 inclusive, a un escritor vivo por la totalidad de su obra, independientemente de su nacionalidad y consistía de una suma de ₤ 60.000.
A partir de 2016 el premio es otorgado a un solo libro en traducción al inglés, el cual consiste de una suma de ₤ 50.000, compartida por igual entre el autor y el traductor.

## Premio International Booker

### Antes de 2016
| Año  | Ganador              | Nacionalidad   | Jurado                                                                                 | Nominados |
| ---- | -------------------- | -------------- | -------------------------------------------------------------------------------------- | --- |
| 2005 | Ismail Kadare        | Albania        | John Carey (presidente), Alberto Manguel, Azar Nafisi                                  | Margaret Atwood, Saul Bellow, Gabriel García Márquez, Günter Grass, Ismail Kadare, Milan Kundera, Stanisław Lem, Doris Lessing, Ian McEwan, Naguib Mahfouz, Tomás Eloy Martínez, Kenzaburō Ōe, Cynthia Ozick, Philip Roth, Muriel Spark, Antonio Tabucchi, John Updike, Abraham B. Yehoshua |
| 2007 | Chinua Achebe        | Nigeria        | Elaine Showalter (presidente), Nadine Gordimer, Colm Tóibín                            | Chinua Achebe, Margaret Atwood, John Banville, Peter Carey, Don DeLillo, Carlos Fuentes, Doris Lessing, Ian McEwan, Harry Mulisch, Alice Munro, Michael Ondaatje, Amos Oz, Philip Roth, Salman Rushdie, Michel Tournier                                                                     |
| 2009 | Alice Munro          | Canadá         | Jane Smiley (presidente), Amit Chaudhuri, Andrej Koerkov                               | Peter Carey, Evan S. Connell, Mahashweta Dewi, E. L. Doctorow, James Kelman, Mario Vargas Llosa, Arnošt Lustig, Alice Munro, V.S. Naipaul, Joyce Carol Oates, Antonio Tabucchi, Ngugi wa Thiong'o, Dubravka Ugrešić, Liudmila Ulitskaya                                                     |
| 2011 | Philip Roth          | Estados Unidos | Rick Gekoski (presidente), Carmen Callil, Justin Cartwright                            | Wang Anyi, Juan Goytisolo, James Kelman, John le Carré, Amin Maalouf, David Malouf, Dacia Maraini, Rohinton Mistry, Philip Pullman, Marilynne Robinson, Philip Roth, Su Tong, Anne Tyler |
| 2013 | Lydia Davis          | Estados Unidos | Christopher Ricks (presidente), Elif Batuman, Aminatta Forna, Yiyun Li, Tim Parks      | U.R. Ananthamurthy, Aharon Appelfeld, Lydia Davis, Intizar Husain, Yan Lianke, Marie NDiaye, Josip Novakovich, Marilynne Robinson, Vladimir Sorokine, Peter Stamm |
| 2015 | László Krasznahorkai | Hungría        | Marina Warner (presidente), Wen-chin Ouyang, Nadeem Aslam, Elleke Boehmer, Edwin Frank | César Aira, Ibrahim al-Koni, Hoda Barakat, Maryse Condé, Mia Couto, Amitav Ghosh, Fanny Howe, László Krasznahorkai, Alain Mabanckou, Marlene Van Niekerk |

### Desde 2016
| Año  | Ganador                  | Ganador                                   | Ganador           | Jurado                                                                                     | Finalistas | Semifinalistas |
| Año  | Obra                     | Autor                                     | Traductor         | Jurado                                                                                     | Finalistas | Semifinalistas |
| ---- | ------------------------ | ----------------------------------------- | ----------------- | ------------------------------------------------------------------------------------------ | --- | --- |
| 2016 | La vegetariana           | Han Kang ( Corea del Sur)                 | Deborah Smith     | - Boyd Tonkin - Tahmima Anam - Ruth Padel - David Bellos - Daniel Medin                    | - Teoría general del olvido de José Eduardo Agualusa ( Angola) - The Story of the Lost Child de Elena Ferrante ( Italia) - The Four Books de Yan Lianke ( China) - A Strangeness in My Mind de Orhan Pamuk ( Turquía) - A Whole Life de Robert Seethaler ( Austria)                                                | - Mend the Living de Maylis de Kerangal ( Francia) - Man Tiger de Eka Kurniawan ( Indonesia) - Tram 83 de Fiston Mwanza Mujila ( República del Congo) - A Cup of Rage de Raduan Nassar ( Brasil) - Ladivine de Marie NDiaye ( Francia) - Muerte por agua de Kenzaburō Ōe ( Japón) - White Hunger de Aki Ollikainen ( Finlandia)                                                   |
| 2017 | A Horse Walks Into a Bar | David Grossman ( Israel)                  | Jessica Cohen     | - Nick Barley - Daniel Hahn - Helen Mort - Elif Shafak - Chika Unigwe                      | - Compass de Mathias Énard ( Francia) - The Unseen de Roy Jacobsen ( Noruega) - Mirror, Shoulder, Signal de Dorthe Nors ( Dinamarca) - Judas de Amos Oz ( Israel) - Distancia de rescate de Samanta Schweblin ( Argentina)                                                                                         | - Swallowing Mercury de Wioletta Greg ( Polonia) - War and Turpentine de Stefan Hertmans ( Bélgica) - The Traitor's Niche de Ismail Kadare ( Albania) - Fish Have No Feet de Jón Kalman Stefánsson ( Islandia) - The Explosion Chronicles de Yan Lianke ( China) - Black Moses de Alain Mabanckou ( Francia) - Bricks and Mortar de Clemens Meyer ( Alemania)                     |
| 2018 | Los errantes             | Olga Tokarczuk · ( Polonia)               | Jennifer Croft    | - Lisa Appignanesi - Michael Hofmann - Hari Kunzru - Tim Martin - Helen Oyeyemi            | - Vernon Subutex 1 de Virginie Despentes ( Francia) - The White Book de Han Kang ( Corea del Sur) - The World Goes On de László Krasznahorkai ( Hungría) - Como la sombra que se va de Antonio Muñoz Molina ( España) - Frankenstein in Baghdad de Ahmed Saadawi ( Irak)                                           | - The 7th Function of Language de Laurent Binet ( Francia) - El impostor de Javier Cercas ( España) - Go, Went, Gone de Jenny Erpenbeck ( Alemania) - Mátate, amor de Ariana Harwicz ( Argentina) - The Flying Mountain de Christoph Ransmayr ( Austria)) - The Stolen Bicycle de Wu Ming-Yi ( República de China) - El comensal de Gabriela Ybarra ( España)                     |
| 2019 | Celestial Bodies         | Jokha Alharthi ( Omán)                    | Marilyn Booth     | - Bettany Hughes - Maureen Freely - Angie Hobbs - Pankaj Mishra - Elnathan John            | - The Years de Annie Ernaux ( Francia) - The Pine Islands de Marion Poschmann ( Alemania) - Ara a través de los huesos de los difuntos de Olga Tokarczuk ( Polonia) - La forma de las ruinas de Juan Gabriel Vásquez ( Colombia) - La resta de Alia Trabucco ( Chile)                                              | - Love in the New Millennium de Can Xue ( China) - At Dusk de Hwang Sok-yong ( Corea del Sur) - Jokes for the Gunmen de Mazen Maarouf ( Islandia) - Four Soldiers de Hubert Mingarelli ( Francia) - Pájaros en la boca de Samanta Schweblin ( Argentina) - The Faculty of Dreams de Sara Stridsberg ( Suecia) - The Death of Murat Idrissi de Tommy Wieringa ( Países Bajos)      |
| 2020 | La inquietud de la noche | Marieke Lucas Rijneveld · ( Países Bajos) | Michele Hutchison | - Ted Hodgkinson - Jennifer Croft - Valeria Luiselli - Jeet Thayil - Lucie Campos          | - The Enlightenment of The Greengage Tree de Shokoofeh Azar ( Irán) - Las aventuras de la China Iron de Gabriela Cabezón Cámara ( Argentina) - Tyll de Daniel Kehlmann ( Alemania) - Temporada de huracanes de Fernanda Melchor ( México) - The Memory Police de Yoko Ogawa ( Japón)                               | - Red Dog de Willem Anker ( Sudáfrica) - The Other Name: Septology I – II de Jon Fosse ( Noruega) - The Eighth Life de Nino Haratischvili ( Georgia) - Serotonina de Michel Houellebecq ( Francia) - Faces on the Tip of My Tongue de Emmanuelle Pagano ( Francia) - Kentukis de Samanta Schweblin ( Argentina) - Mac y su contratiempo de Enrique Vila-Matas ( España)           |
| 2021 | Hermano de alma          | David Diop ( Francia)                     | Anna Moschovakis  | - Lucy Hughes-Hallett - Aida Edemariam - Neel Mukherjee - Olivette Otele - George Szirtes  | - Hermano de alma de David Diop ( Francia) - Los peligros de fumar en la cama de Mariana Enríquez ( Argentina) - Un verdor terrible de Benjamín Labatut ( Chile) - The Employees de Olga Ravn ( Dinamarca) - In Memory of Memory de Maria Stepanova ( Rusia) - La guerra de los pobres de Éric Vuillard ( Francia) | - I Live in the Slums de Can Xue ( China) - The Pear Field de Nana Ekvtimishvili ( Georgia) - The Perfect Nine: The Epic Gikuyu and Mumbi de Ngũgĩ wa Thiong'o ( Kenia) - Summer Brother de Jaap Robben ( Países Bajos) - An Inventory of Losses de Judith Schalansky ( Alemania) - Minor Detail de Adania Shibli ( Palestina) - Wretchedness de Andrzej Tichý ( República Checa) |
| 2022 | Tomb of Sand             | Geetanjali Shree ( India)                 | Daisy Rockwell    | - Frank Wynne - Merve Emre - Petina Gappah - Viv Groskop - Jeremy Tiang                    | - Cursed Bunny de Bora Chung ( Corea del Sur) - A New Name: Septology VI-VII de Jon Fosse ( Noruega) - Heaven de Mieko Kawakami ( Japón) - Elena sabe de Claudia Piñeiro ( Argentina) - Tomb of Sand de Geetanjali Shree ( India) - Los libros de Jacob de Olga Tokarczuk ( Polonia)                               | - After the Sun de Jonas Eika ( Dinamarca) - More Than I Love My Life de David Grossman ( Israel) - The Book of Mother de Violaine Huisman ( Francia) - Páradais de Fernanda Melchor ( México) - Love in the Big City de Sang Young Park ( Corea del Sur) - Happy Stories, Mostly de Norman Erikson Pasaribu ( Indonesia) - Phenotypes de Paulo Scott ( Brasil)                   |
| 2023 | Las Tempestálidas        | Gueorgui Gospodínov ( Bulgaria)           | Angela Rodel      | - Leïla Slimani - Uilleam Blacker - Tan Twan Eng - Parul Sehgal - Frederick Studemann      | - Las Tempestálidas de Georgi Gospodinov ( Bulgaria) - Whale de Cheon Myeong-kwan ( Corea del Sur) - Stand Heavy de GauZ’ ( Costa de Marfil) - Boulder de Eva Baltasar ( España) - Still Born de Guadalupe Nettel ( México) - The Gospel According to the New World de Maryse Condé ( Francia)                     | - Is Mother Dead de Vigdis Hjorth ( Noruega) - Jimi Hendrix Live in Lviv de Andrey Kurkov ( Ucrania) - The Birthday Party de Laurent Mauvignier ( Francia) - While We Were Dreaming de Clemens Meyer ( Alemania) - Pyre de Perumal Murugan ( India) - A System So Magnificent It Is Blinding de Amanda Svensson ( Suecia) - Ninth Building de Zou Jingzhi ( China)                |
| 2024 | Kairós                   | Jenny Erpenbeck ( Alemania)               | Michael Hofmann   | - Natalie Diaz - Romesh Gunesekera - William Kentridge - Aaron Robertson - Eleanor Wachtel | - No es un río de Selva Almada ( Argentina) - Kairos de Jenny Erpenbeck ( Alemania) - The details de Ia Genberg ( Suecia) - Mater 2-10 de Hwang Sok-yong ( Corea del Sur) - What I’d Rather Not Think About de Jente Posthuma ( Países Bajos) - Crooked Plow de Itamar Vieira Junior ( Brasil)                     | - Simpatía de Rodrigo Blanco Calderón ( Venezuela) - White Nights de Urszula Honek ( Polonia) - A Dictator Calls de Ismail Kadaré ( Albania) - The Silver Bone de Andrey Korkov ( Ucrania) - Niente di vero de Veronica Raimo ( Italia) - Via Gemito de Domenico Starnone ( Italia) - Huaco retrato de Gabriela Wiener ( Perú)                                                    |
| 2025 | Heart Lamp               | Banu Mushtaq ( India)                     | Deepa Bhasthi     | - Roddy Doyle - Ayọ̀bámi Adébáyọ̀ - Sarah Jessica Parker - Chris Power - Kiley Reid          | - A Leopard-Skin Hat de Anne Serre ( Francia) - Heart Lamp de Banu Mushtaq ( India) - Las Perfecciones de Vincenzo Latronico ( Italia) - Under the Eye of the Big Bird de Hiromi Kawakami ( Japón) - Small Boat de Vincent Delecroix ( Francia) - On the Calculation of Volume I de Solvej Balle ( Dinamarca)      | - On a Woman's Madness de Astrid Roemer ( Surinam) - Eurotrash de Christian Kracht ( Suiza) - Hunchback de Saou Ichikawa ( Japón) - Perras de Reserva de Dahlia de la Cerda ( México) - Solenoide de Mircea Cărtărescu ( Rumania) - There's a Monster Behind the Door de Gaëlle Bélem ( Francia) - The Book of Disappearance de Ibtisam Azem ( Palestina)                         |